# عضلة مربعة أخمصية

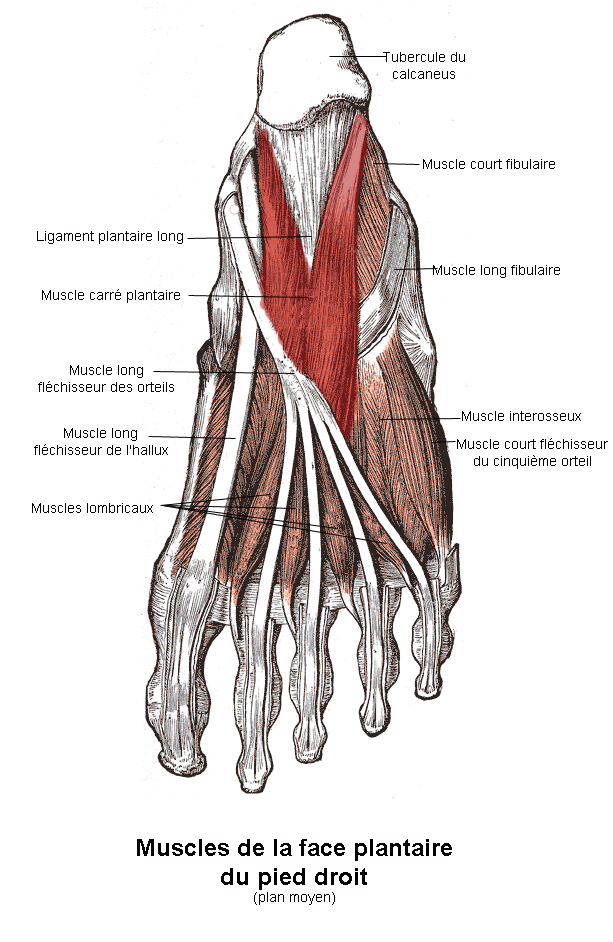
عضلة مربعة أخمصية

العضلة المربعة الأخمصية (المُثْنِيَةُ الإِضافِيَّة)  مفصولة عن العضلات من الطبقة الأولى من قبل الأوعية والأعصاب الأخمصية الجانبية . وهي تعمل على المساعدة في قبض/ ثني أصابع القدم من الثاني إلى الخامس (تعاوض السحب الوحشي للعضلة قابضة الأصابع الطويلة ) وهي واحدة من عدد العضلات القليلة في القدم التي لاتملك مثيلا لها في اليد.

## المنشأ والمرتكز
تنشأ المربعة الأخمصية برأسين اثنين، واللذان ينفصلان عن بعضهما البعض من خلال الرباط الأخمصي الطويل : الرأس الإنسي أو الأكبر ذو طبيعة عضلية ويرتبط بالسطح المقعر الأنسي من العقب ، أسفل الثلم الذي يسكنه وتر قابضة الإبهام الطويلة ؛ الرأس الوحشي مسطح ووتري، ينشأ من الحافة الوحشية للسطح السفلي من العقب , أمام النتوء الوحشي لأحدوبته، ومن الرباط الأخمصي الطويل.
 ينضم الجزئان الاثنان في زاوية حادة، وينتهين في شريط مسطح يرتكز على الحافة الوحشية وعلى السطحين العلوي والسفلي لوتر قابضة الأصابع الطويلة, مشكلين ما يشبه الأخدود، الذي يسكنه الوتر. عادة ما ترسل انزلاقات إلى أوتار قابضة الأصابع الطويلة التي تمر إلى الثاني، والثالث، والرابع من أصابع القدم.

## الاختلافات التشريحية
الرأس الوحشي يكون غائبا في الغالب، كما قد تغيب العضلة بأكملها.  وقد يحدث اختلاف في عدد أوتار الأصابع التي يمكن ان تتبعها الألياف. الأكثر شيوعا أن تذهب إلى أصابع القدم الثاني، والثالث والرابع؛  في كثير من الحالات إلى الخامسة كذلك؛ وأحيانا إلى اثنين من الأصابع فقط.

## وصلات خارجية
- PTCentral